# Gabersdorf
Gabersdorf é um município da Áustria, situado no distrito de Leibnitz, na estado da Estíria. Tem 19,86 km² de área e sua população em 2019 foi estimada em 1.216 habitantes.